# Justicia sejuncta
Justicia sejuncta är en akantusväxtart som beskrevs av Champl.. Justicia sejuncta ingår i släktet Justicia och familjen akantusväxter. Inga underarter finns listade i Catalogue of Life.